# Булавог

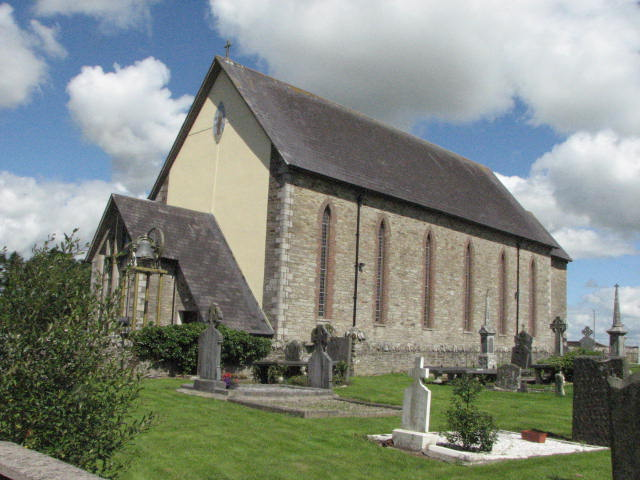

Булавог (англ. Boolavogue; ирл. Buaile Mhaodhóg) — деревня в Ирландии, находится в графстве Уэксфорд (провинция Ленстер). Население — 9538 человек (по переписи 2006 года).
Деревня дала имя известной балладе «Булавог», написанной в честь ирландского восстания 1798 года в 1898 году Патриком Джозефом МакКоллом.